# Claydon
Claydon är en by och civil parish i Mid Suffolk i Suffolk, England. Orten har 1 912 invånare (2001). Den har en kyrka.